# Ненефтегазовый дефицит
Ненефтегазовый дефицит — это разница между расходами бюджета и его доходами (за исключением нефтегазовых).
БК Глава 13.2 Статья 96.7. Ненефтегазовый дефицит федерального бюджета:
1. Ненефтегазовый дефицит федерального бюджета представляет собой разницу между объемом доходов федерального бюджета без учета нефтегазовых доходов федерального бюджета и доходов от управления средствами Резервного фонда и Фонда национального благосостояния и общим объемом расходов федерального бюджета в соответствующем финансовом году.
2. Ненефтегазовый дефицит федерального бюджета не может превышать 4,7 процента прогнозируемого в соответствующем финансовом году валового внутреннего продукта, указанного в федеральном законе о федеральном бюджете на очередной финансовый год и плановый период.
3. Ненефтегазовый дефицит федерального бюджета финансируется за счет нефтегазового трансферта и источников финансирования дефицита федерального бюджета.

Статьи 96.7Утратила силу с 1 января 2013 года. — Федеральный закон от 25.12.2012 № 268-ФЗ.